# Sierra Madre Oriental
Die Sierra Madre Oriental ist ein Gebirgszug im Nordosten Mexikos, der sich über etwa 1250 km in den Bundesstaaten Coahuila, Nuevo León, Tamaulipas, San Luis Potosí, Hidalgo bis in den Norden der Bundesstaaten Puebla und Querétaro erstreckt und sich dort mit der Sierra Volcánica Transversal Zentralmexikos vereinigt. Der Gebirgszug verläuft jedoch weiter in südöstlicher Richtung und endet in den immer noch teilweise über 3000 m hohen Bergen der Sierra Norte de Oaxaca.

## Geografie

### Geologie
Entgegen den anderen Bergketten Mexikos scheint die Sierra Madre Oriental nichtvulkanischen Ursprungs zu sein. Einen bedeutenden Anteil an der Landschaftsbildung der Sierra Madre Oriental haben dagegen mächtige Kalksteine der Kreidezeit, so dass Karsterscheinungen wie Höhlen häufig sind, so etwa die Schwalbenhöhle im Osten des Bundesstaates San Luis Potosí.

### Berge
Die höchste Erhebung im Norden des Gebirgszuges ist der Cerro Potosí (ca. 3720 m); der höchste Berg im Südosten ist der Cerro Pelón (ca. 3270 m). Andere Berggipfel sind der Picacho San Onofre (3540 m), die Picachos el Fraile (2380 m), der Cerro Tía Chena (2620 m) und der Cerro la Joya (2920 m) im Süden.

### Klima
Das eher feuchte und regnerische Klima auf der Ostseite wird vom Atlantik bzw. vom Golf von Mexiko beeinflusst; hier regnen sich die Wolken ab und demzufolge fließen nahezu alle Flüsse und Bäche nach Osten. Dagegen ist die Westseite überwiegend trocken und nahezu unbewohnt.

## Flora und Fauna
Die Bergkette ist weitgehend mit Madrean-Kiefer-Eichen-Wäldern bestanden und für ihre große Artenvielfalt und die große Anzahl endemischer Arten bekannt.
Obwohl vom Hauptteil der Sierra Madre Oriental durch den Rio Grande abgeteilt, gehören die Chisos Mountains im Big-Bend-Nationalpark im Südwesten von Texas von der Pflanzenwelt her zur Sierra Madre Oriental.